# Lüttkampgraben
El Lüttkampgraben és un petit riu de l'estat d'Hamburg a Alemanya.
Neix al barri de Lurup a prop del carrer Lüttkamp, que van donar-li el nom. Lüttkamp és un topònim baix alemany que significa camp petit. Desemboca en confluir amb el Vorhorngraben al Schießplatzgraben al mateix barri, tot just darrere del DESY, al parc Altonaer Volkspark. Via el Mühlenau, Kollau, Tarpenbek i l'Alster desguassa a l'Elba.

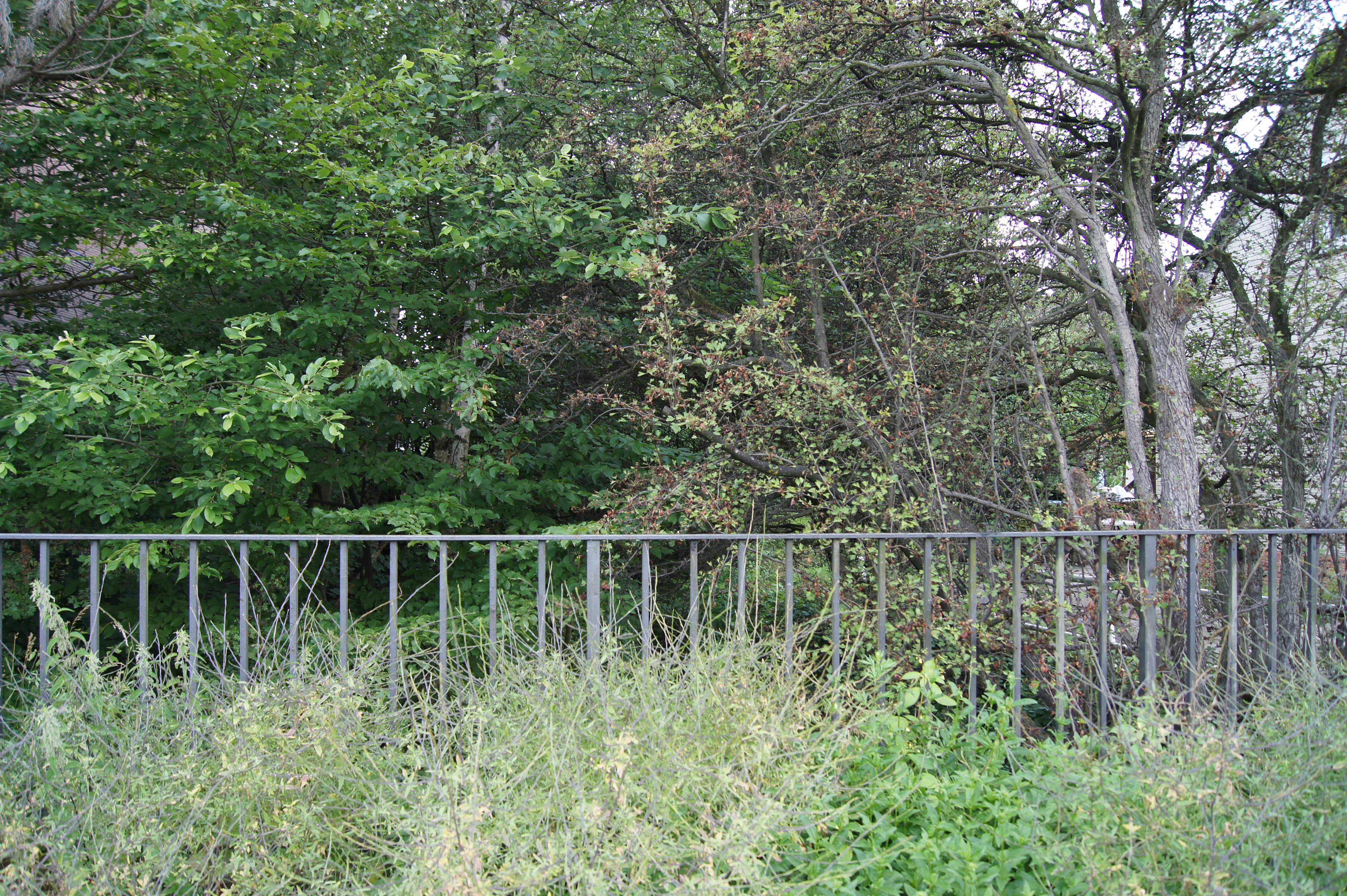
El pont i el riu desaparegut quasi davall la vegetació exuberant al carrer Elbgaustraße
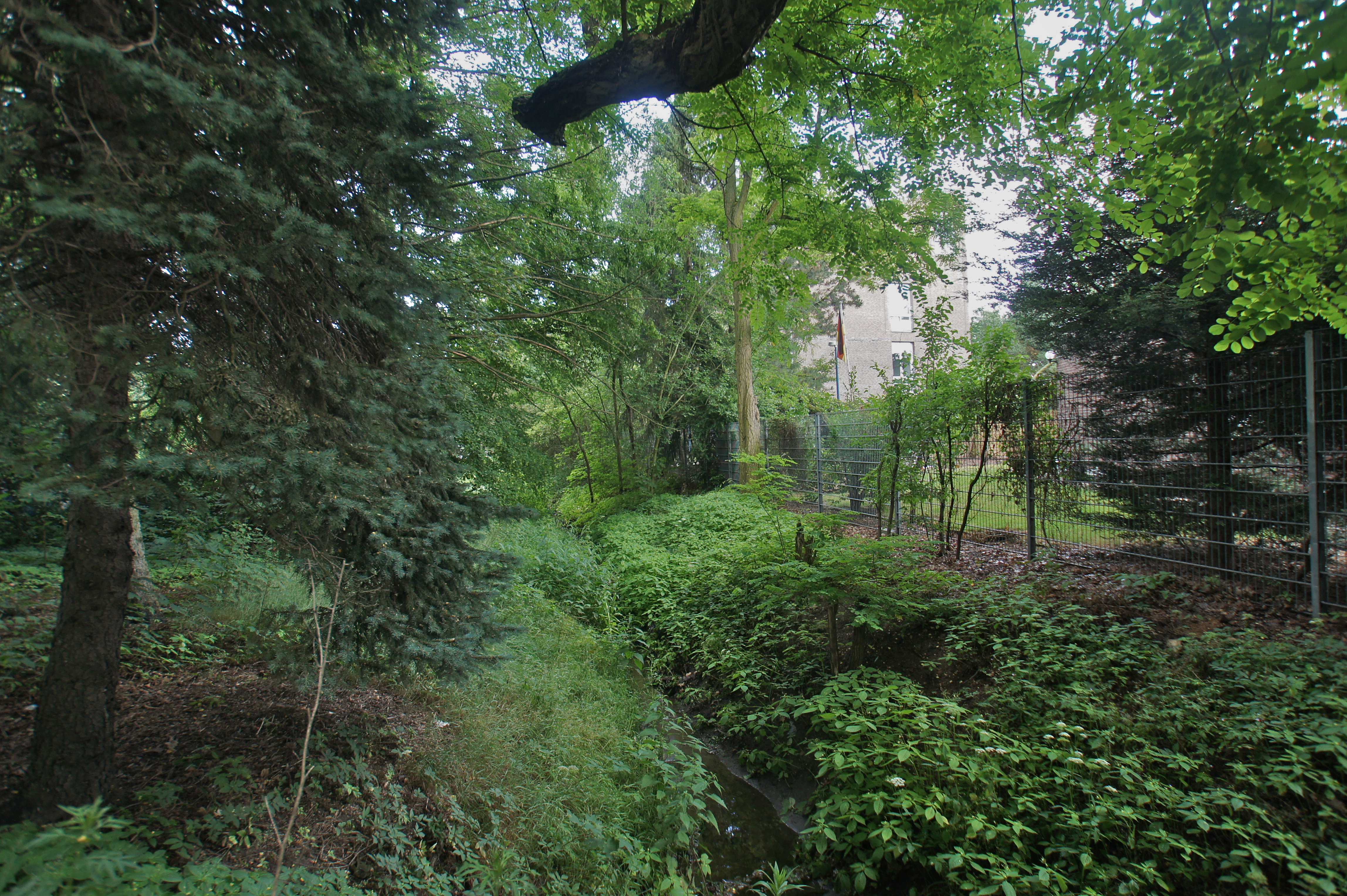
El riu al carrer Lüttkamp.